# Слаггарен
Слаггарен (нід. Slagharen) — село в нідерландській провінції Оверейсел. Входить до муніципалітету Гарденберг.
Його площа становить 12,07 км², а населення станом на 2021 рік складало 3 125 осіб.

## Галерея

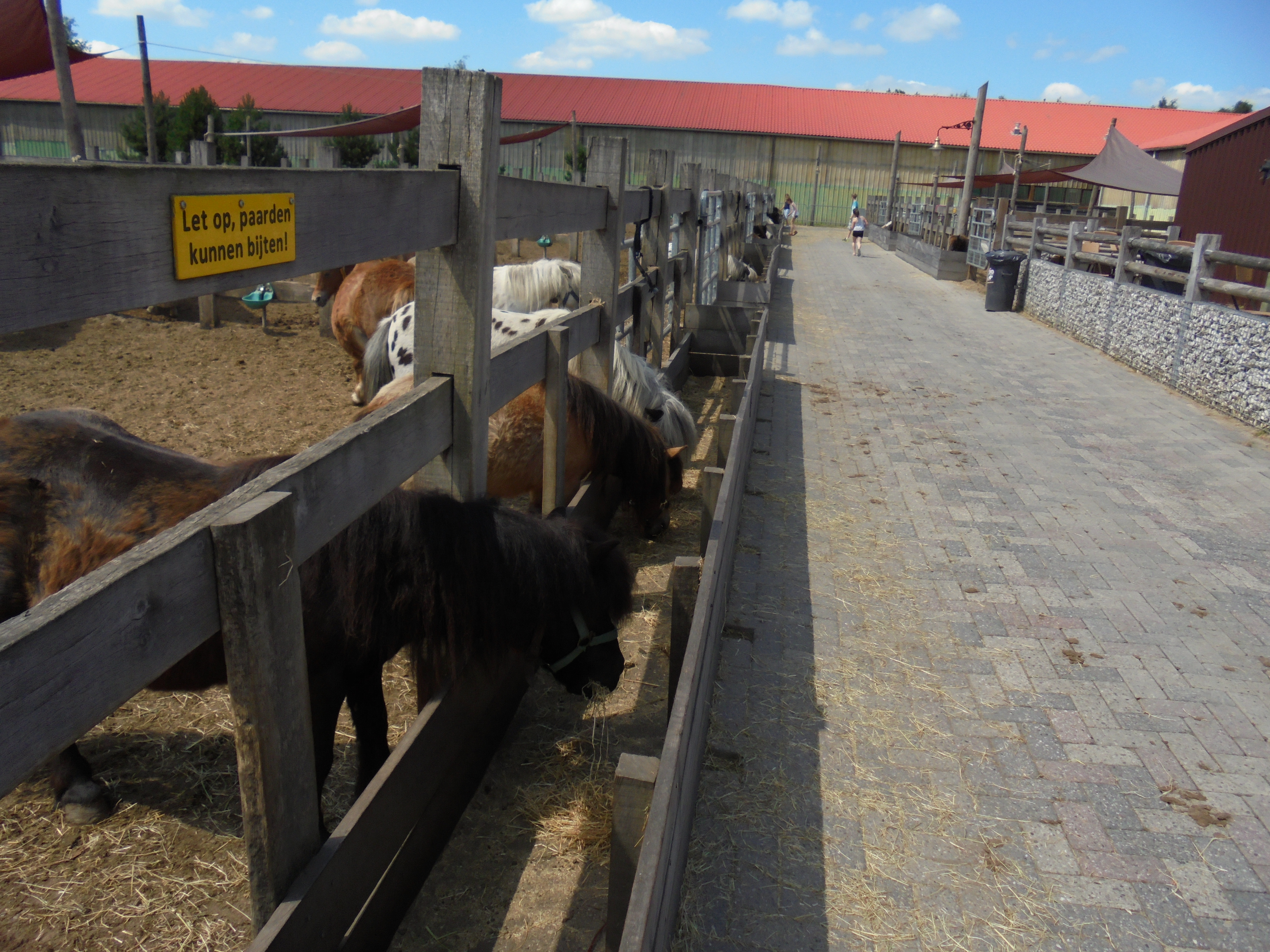
Поні на фермі
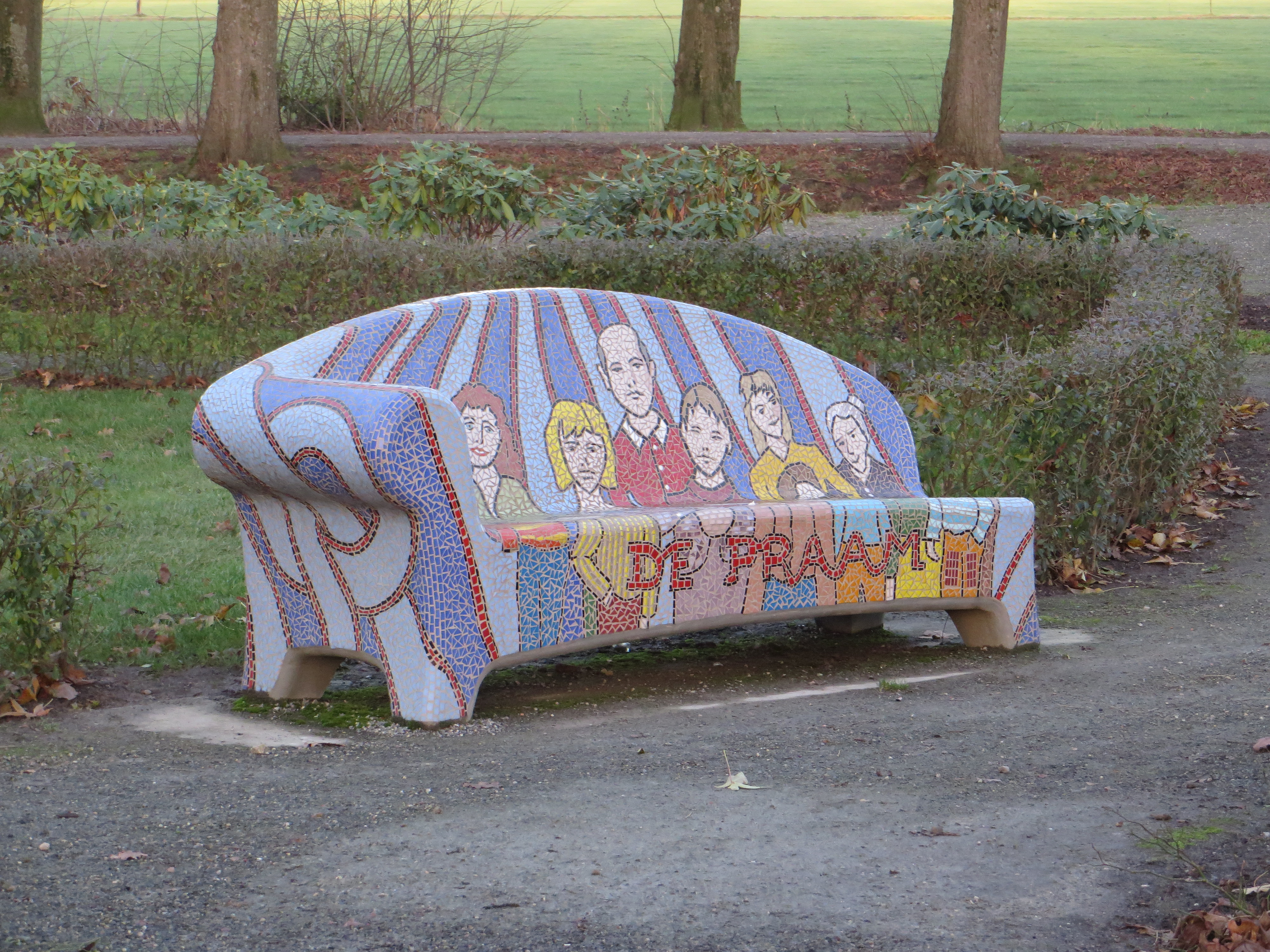
Вулична лава
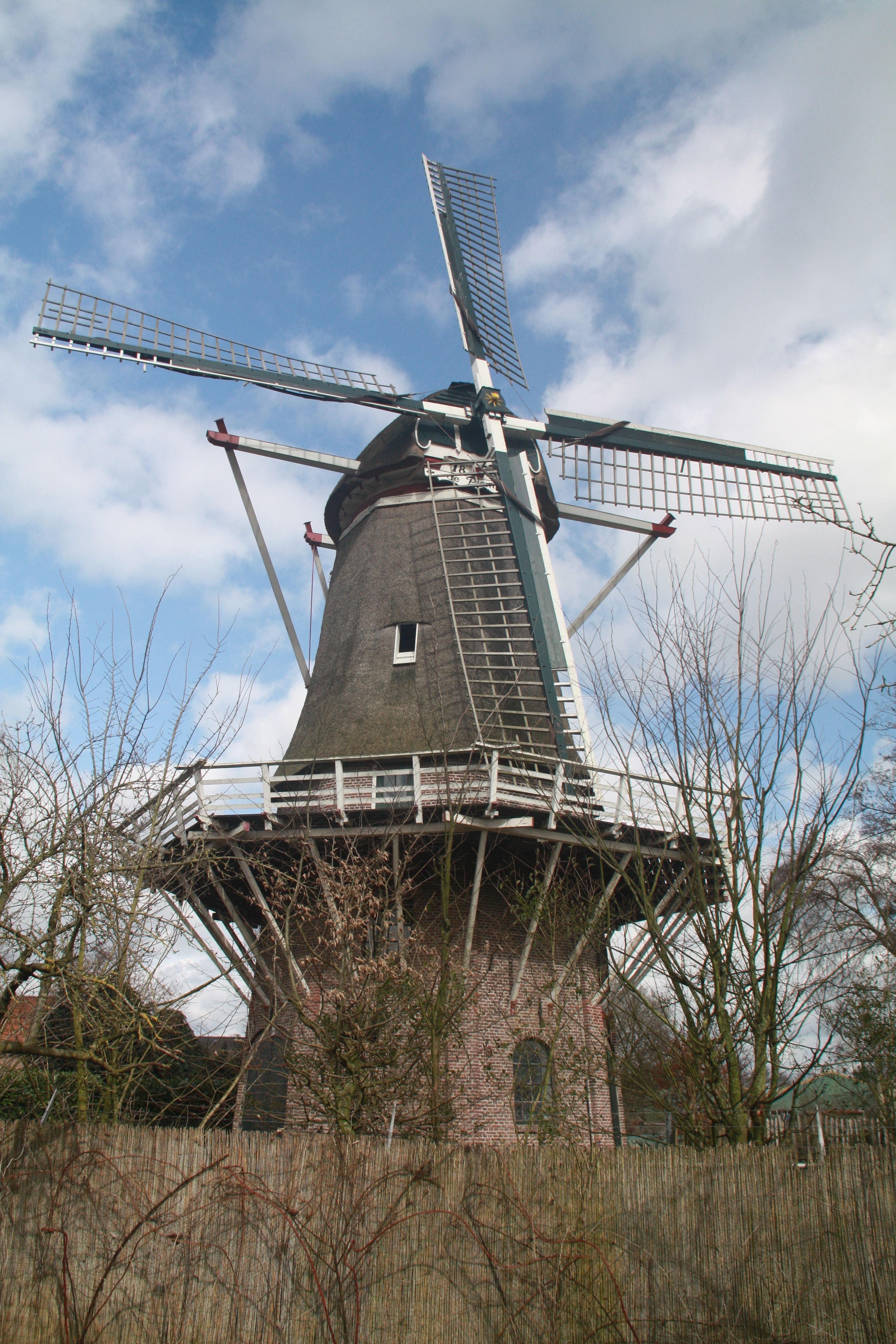
Вітряк De Pionier